# Poveglia

L'isola di Poveglia vista dal Lido

Poveglia è un'isola della laguna di Venezia posta a sud, di fronte a Malamocco lungo il Canal Orfano, che collega la bocca di porto di Malamocco con Venezia. La sua superficie è di 7,25 ettari, un'isola non piccola nel contesto lagunare. Conta 18 manufatti.
Per più di un secolo (a partire dal 1776) stazione di quarantena per malati di peste o altre malattie, è poi divenuta ospedale psichiatrico, chiuso nel 1968.

## Storia
Anticamente era denominata Popilia, probabilmente per la sua vegetazione (dal latino populus "pioppo") o in relazione alla vicina via Popilia-Annia, fatta costruire dal console romano Publio Popilio Lenate. Nelle antiche mappe cinquecentesche l'isola appare nominata anche nella forma Poveggia.
A seguito dell'invasione longobarda del VI secolo e della distruzione delle città dell'entroterra (in particolare Padova ed Este), divenne uno dei centri di reinsediamento delle popolazioni in fuga verso le coste. Divenuta borgo e sede di un castello, il centro contribuì efficacemente, tra l'809 e l'810, alla resistenza di Metamauco, l'antica capitale del ducato di Venezia, assediata dai Franchi. Gli abitanti di Popilia, per l'attiva parte avuta nella difesa dall'invasione franca, ricevettero una serie di privilegi, quali l'esenzione dalle tasse, dal servizio militare e dal remare nelle galee.
Nell'864 vi si insediarono le famiglie dei 200 fedelissimi servi di Pietro Tradonico che, in seguito alle rivolte scaturite dall'uccisione del doge, qui avevano ottenuto dal successore Orso I Partecipazio la concessione di terre e valli, con l'obbligo di censimento annuale e di atto d'omaggio da compiersi il secondo giorno di Pasqua, ed il diritto ad avere come governatore un castaldo ducale, affiancato da 27 consiglieri locali.
Poveglia era un centro florido, sia dal punto di vista economico, sia demografico. Le famiglie locali (Musso, Boyso, Barbalongolo ecc.) erano impegnate nella pesca e nella salinatura, con interessi anche a Chioggia e a Pellestrina. A livello ecclesiastico, faceva capo alla pieve di San Vitale. La prosperità del centro è pure testimoniata dall'insediamento, durante il dogado di Bartolomeo Gradenigo, di un podestà, la cui giurisdizione si estendeva anche sulle vicine Malamocco e Pellestrina.
La decadenza di Poveglia coincise con la guerra di Chioggia, allorché si decise di evacuarne la popolazione a Venezia. Nonostante la costruzione di una fortificazione (ottagono Poveglia), l'isola fu ugualmente occupata dall'ammiraglio genovese Pietro Doria, che da qui bombardò il monastero di Santo Spirito. Al termine del conflitto Poveglia era completamente devastata e i suoi abitanti, in origine diverse centinaia, erano ridotti a poche decine.
I povegliotti, tuttavia, mantennero per secoli la propria identità, anche se ormai residenti a Venezia. Tradizionalmente impiegati nella pesca, furono fra i pochi a poter anche commercializzare i loro prodotti svolgendo la professione di compravendi pesce. Assieme a quelli dei nicolotti e arsenalotti, il loro rappresentante aveva il privilegio di sedere sul Bucintoro accanto al doge nel corso della festa della Sensa. Ebbero, inoltre, una propria confraternita (intitolata, non a caso, a San Vitale) con sede nella chiesa di San Trovaso e poi in quella di Sant'Agnese, nella cui parrocchia si concentrava la gran parte dei povegliotti.
La Repubblica si interessò più volte al recupero dell'isola, offrendola ora ai camaldolesi (1527), ora agli stessi povegliotti (1661), ma ottenne sempre dei rifiuti. Solo più tardi si decise di sfruttarne la vicinanza al porto di Malamocco (allora unico accesso alla laguna adatto alle grandi navi), adibendola a stazione per il rimessaggio e la sosta delle imbarcazioni e per l'immagazzinamento di attrezzature di bordo. In seguito le sue funzioni si orientarono sempre più verso fini sanitari: assegnata al Magistrato alla Sanità, dal 1782 le sue strutture servirono al controllo di uomini e merci e, all'occorrenza, da lazzaretto (le isole del Lazzaretto Vecchio e del Lazzaretto Nuovo erano divenute inadeguate). In due occasioni, nel 1793 e nel 1798, ospitò gli equipaggi di due imbarcazioni ammalati di peste (furono probabilmente le ultime manifestazioni della malattia a Venezia).
Una targa marmorea, rinvenuta nella costa ovest, riporta la seguente dicitura: "ne fodias vita functi contagio requescunt MDCCXCIII" (Non scavate. [Qui] riposano morti per il contagio. 1793).
Mantenne le funzioni di stazione per la quarantena marittima per tutto l'Ottocento e fino al secondo dopoguerra. Nell'ultimo periodo gli edifici furono in parte adibiti a convalescenziario geriatrico, ma dal 1968 anche questo utilizzo venne dismesso e l'isola fu ceduta al Demanio.
Per un periodo i suoi terreni furono assegnati ad un agricoltore, mentre gli edifici andavano progressivamente in rovina. Da allora l'isola è stata oggetto di vari progetti di recupero, che tuttavia non sono mai stati attuati.
Nel 1997 il Centro Turistico Studentesco e Giovanile presentò un piano per la realizzazione di un ostello della gioventù; nel 1999, di conseguenza, il Ministero del Tesoro escluse Poveglia dai beni da vendere ai privati e la riconsegnò al demanio perché venisse concessa al CTS, ma l'iniziativa non andò in porto.
Dal 2003 l'isola è gestita, come altre, da Arsenale di Venezia spa, compartecipata dal Comune di Venezia e dall'Agenzia del Demanio.
Nel 2013, assieme a San Giacomo in Paludo, Poveglia è stata messa in vendita per essere recuperata a fini turistici.
Il 6 marzo 2014 l'Agenzia del demanio inserisce l'isola in un elenco di beni in un "invito pubblico ad offrire", cioè tramite asta con riserva di valutazione della convenienza economica a vendere da parte di una Commissione istituita all'uopo; nell'aprile del 2014 è nata un'associazione senza fini di lucro, "Poveglia per tutti", con lo scopo di partecipare al bando del Demanio per aggiudicarsi il possesso dell'isola per 99 anni e permetterne l'uso pubblico.
Il 13 maggio 2014, giorno dei rilanci dell'invito pubblico ad offrire per Poveglia del Demanio, Luigi Brugnaro, patron di Umana, ha fatto l'offerta migliore di 513 000 euro. La Commissione del Demanio ha però ritenuto incongrua l'offerta e l'imprenditore, di conseguenza, si è opposto a questa decisione annunciando il proprio ricorso al TAR.
Nel 2022 l’Agenzia del demanio ha pubblicato un avviso per eventuali persone interessate a comprare o a prendere in concessione l’isola.

## Monumenti e luoghi d'interesse
Dell'antica pieve di San Vitale resta solo il campanile, risparmiato dalle soppressioni napoleoniche perché adibito a faro. L'orologio della torre, risalente al 1745 e oggi privo delle lancette, è opera di Bartolomeo Ferracina.
La chiesa di Poveglia fu un luogo di culto di una certa importanza, in quanto vi si conservava un crocifisso in gesso e stucco del XV secolo, ritenuto miracoloso; si trova oggi nella parrocchiale di Malamocco. Sono andate perdute, invece, le tele raffiguranti Cristo condotto al Calvario, di Giulia Lama, e il Miracolo del Crocifisso, di Giovanni Battista Piazzetta.
Diverse fonti indicano in Poveglia il luogo ove, nel 1510, fu seppellito il celebre pittore Giorgione, ma non c'è certezza; un'altra fonte indica, ad esempio, l'isola del Lazzaretto Nuovo quale suo luogo di sepoltura.